# Tour de Flandes femenino 2016
La 13.ª edición del Tour de Flandes femenino se celebró el 3 de abril de 2016 sobre un recorrido de 141,2 km con inicio y final en la ciudad de Oudenaarde en Bélgica.
La carrera hizo parte del UCI WorldTour Femenino 2016 como competencia de categoría 1.WWT del calendario ciclístico de máximo nivel mundial siendo la quinta carrera de dicho circuito y fue ganada por la ciclista británica Elizabeth Armitstead del equipo Boels-Dolmans. El podio lo completaron las ciclista sueca Emma Johansson del equipo Wiggle High5 y la ciclista neerlandesa Chantal Blaak del equipo Boels-Dolmans.

## Equipos
Tomaron parte en la carrera un total de 30 equipos invitados por la organización, todos ellos de categoría UCI Team Femenino, quienes conformaron un pelotón de 180 ciclistas de las cuales terminaron 110. Los equipos participantes fueron:
| Equipos femeninos (30)- Alé Cipollini - Aromitalia Vaiano - Astana Women's - BePink - Bizkaia-Durango - Boels Dolmans - BMS BIRN - BTC City Ljubljana - Canyon-SRAM Racing - Cervélo Bigla - Cylance - Drops - Hitec Products - Lares-Waowdeals Women - Lensworld-Zannata - Liv-Plantur - Lointek - Lotto Soudal Ladies - Orica-AIS - Parkhotel Valkenburg - Podium Ambition-Club La Santa - Poitou-Charentes.Futuroscope.86 - Rabo Liv Women - Servetto Footon - Tibco-Silicon Valley Bank - Top Girls Fassa Bortolo - Topsport Vlaanderen-Etixx - Twenty16-Ridebiker - UnitedHealthcare - Wiggle High5 |
| |

## Clasificaciones finales
Las clasificaciones finalizaron de la siguiente forma:

### Clasificación general
| \| Clasificación general \| Clasificación general \| Clasificación general \| Clasificación general \| Clasificación general \| \| Ciclista \| Ciclista \| Equipo \| Tiempo \| \| \| --------------------- \| ---------------------- \| --------------------- \| --------------------- \| --------------------- \| \| 1.ª \| Lizzie Armitstead \| Boels Dolmans \| 3 h 43 min 27 s \| \| \| 2.ª \| Emma Johansson \| Wiggle High5 \| + 0 s \| \| \| 3.ª \| Chantal Blaak \| Boels Dolmans \| + 2 s \| \| \| 4.ª \| Megan Guarnier \| Boels Dolmans \| + 2 s \| \| \| 5.ª \| Elisa Longo Borghini \| Wiggle High5 \| + 2 s \| \| \| 6.ª \| Ellen van Dijk \| Boels Dolmans \| + 2 s \| \| \| 7.ª \| Annemiek van Vleuten \| Orica-AIS \| + 2 s \| \| \| 8.ª \| Pauline Ferrand-Prévot \| Rabo Liv Women \| + 2 s \| \| \| 9.ª \| Claudia Lichtenberg \| Lotto Soudal Ladies \| + 2 s \| \| \| 10.ª \| Katarzyna Niewiadoma \| Rabo Liv Women \| + 8 s \| \| |                        |                     |                 |
| |                        |                     |                 |
| |                        |                     |                 |
| Clasificación general |                        |                     |                 |
| Ciclista | Ciclista               | Equipo              | Tiempo          |
| 1.ª | Lizzie Armitstead      | Boels Dolmans       | 3 h 43 min 27 s |
| 2.ª | Emma Johansson         | Wiggle High5        | + 0 s           |
| 3.ª | Chantal Blaak          | Boels Dolmans       | + 2 s           |
| 4.ª | Megan Guarnier         | Boels Dolmans       | + 2 s           |
| 5.ª | Elisa Longo Borghini   | Wiggle High5        | + 2 s           |
| 6.ª | Ellen van Dijk         | Boels Dolmans       | + 2 s           |
| 7.ª | Annemiek van Vleuten   | Orica-AIS           | + 2 s           |
| 8.ª | Pauline Ferrand-Prévot | Rabo Liv Women      | + 2 s           |
| 9.ª | Claudia Lichtenberg    | Lotto Soudal Ladies | + 2 s           |
| 10.ª | Katarzyna Niewiadoma   | Rabo Liv Women      | + 8 s           |

## UCI WorldTour Femenino
El Tour de Flandes femenino otorga puntos para el UCI WorldTour Femenino 2016, incluyendo a todas las corredoras de los equipos en las categorías UCI Team Femenino. Las siguientes tablas muestran el baremo de puntuación y las 10 corredoras que obtuvieron más puntos:
| Posición   | 1.ª | 2.ª | 3.ª | 4.ª | 5.ª | 6.ª | 7.ª | 8.ª | 9.ª | 10.ª | 11.ª | 12.ª | 13.ª | 14.ª | 15.ª | 16.ª | 17.ª | 18.ª | 19.ª | 20.ª |
| Puntuación | 120 | 100 | 85  | 70  | 60  | 50  | 40  | 35  | 30  | 25   | 20   | 18   | 16   | 14   | 12   | 10   | 8    | 6    | 4    | 2    |

| 1.ª  | Elizabeth Armitstead   | Boels Dolmans       | 120 |
| 2.ª  | Emma Johansson         | Wiggle High5        | 100 |
| 3.ª  | Chantal Blaak          | Boels Dolmans       | 85  |
| 4.ª  | Megan Guarnier         | Boels Dolmans       | 70  |
| 5.ª  | Elisa Longo Borghini   | Wiggle High5        | 60  |
| 6.ª  | Ellen van Dijk         | Boels Dolmans       | 50  |
| 7.ª  | Annemiek van Vleuten   | Orica-AIS           | 40  |
| 8.ª  | Pauline Ferrand-Prévot | Rabo Liv Women      | 35  |
| 9.ª  | Claudia Lichtenberg    | Lotto Soudal Ladies | 30  |
| 10.ª | Katarzyna Niewiadoma   | Rabo Liv Women      | 25  |